# 孙康宜
孙康宜 （英語：Kang-i Sun Chang，1944年2月21日—）是一位美国华人古典文学家。

## 生平
1944年出生于北京，祖籍天津。父亲孙裕光来自天津，母亲陈玉真来自高雄，两人相识于日本后孙裕光执教于北京大学便搬迁至北京。
1946年由于恶性通货膨胀北京大学无力支付教师工资，受朋友张我军影响，她父亲决定搬迁至台湾。孙康宜当时只有两岁。她父亲从1950年在台湾白色恐怖时期被囚禁十年。1966年毕业于东海大学，1968年毕业于國立臺灣大學，1971年毕业于罗格斯大学，1972年毕业于南达科塔州立大学，1976年毕业于普林斯顿大学。1979年至1980年担任塔夫茨大学助理教授，1982年7月任教于耶鲁大学。受张光直的自传影响，她于2003年也出版回忆录《走出白色恐怖》第二版已经于2013年出版，2004年剑桥大学出版社邀请她撰写《剑桥中国文学史》，她刚开始拒绝，后来邀请哈佛大学的宇文所安教授一起撰写并于2010年出版。

## 家庭
- 1979年她首次访问中国大陆时得知自己仍留在中国大陆的祖父孙励生因为和台湾密切关系已经于1953年自杀。[2][3]
- 舅舅陈本江是台湾的中国共产党地下党员。

## 荣誉
- 2015年被选为美国文理科学院院士。
- 2016年被选为中央研究院第三十一届院士。